# Новоолексіївка (станція)
Новоолексі́ївка — вузлова проміжна залізнична станція 2-го класу Запорізької дирекції Придніпровської залізниці на перетині електрифікованих ліній Федорівка — Джанкой та Новоолексіївка — Генічеськ. Розташована в однойменному селищі Генічеського району Херсонської області.

## Історія
Станція відкрита 14 жовтня 1874 року, як вузлова станція на головному ході приватної Лозово-Севастопольської залізниці в складі лінії Федорівка — Джанкой з відгалуженням залізничної гілки на Генічеськ.
Селище Новоолексіївка виникло завдяки будівництву залізниці. Було вирішено спорудити невелику залізничну станцію для вантажообігу оскільки поблизу існували населені пункти, такі як Генічеськ. Проте, зустрівши відсіч жителів села Новоолексіївка про створення станції, що паровози будуть лякати корів та іншу домашню живність, будівельники перенесли будівництво станції на п'ять верст південніше, у напрямку Криму. На той час паровоз не міг їхати тривалий час без дозаправлення водою, тоді через 10-15 км будувалися станції й полустанки, де була можливість дозаправляти водою котел паровозу.
Станція отримала назву Новоолексіївка. Після завершення будівництва станції одразу виникло пристанційне селище, перетворившись через деякий час на великий населений пункт. Через те, що вантажообіг на станції був незначний, населення Новоолексіївки займалося сільським господарством.
У лютому-березні 1918 року на станції Новоолексіївка базувалися бронепоїзди 46-ї дивізії Червоної армії. У селі так само перебував 20-й полк 3-ї дивізії, штаб 136-ї бригади. Близько місяця денікінці намагалися прорвати оборону червоноармійців, але змушені були відступити.
У 1970 році станція електрифікована постійним струмом (=3 кВ) в складі дільниці Мелітополь — Сімферополь. У 1986 році електрифікована дільниця до станції Генічеськ.
22 квітня 2018 року на будівлі вокзалу залізничної станції Новоолексіївка відбулось відкриття меморіальної дошки на честь Запорізької дивізії Армії УНР, яка у 1918 році з боями увійшла до Криму. Новий пам'ятний знак, що був виготовлений за кошти благодійного фонду «Героїка», був освячений духовенством УПЦ КП. Віддати шану воякам Армії УНР зібрались представники місцевої громади, Військово-Морських сил України, Меджлісу кримськотатарського народу, гості з Києва та Херсона.

## Загальні відомості
На вокзалі станції є зал чекання, каси продажу квитків на поїзди приміського та далекого сполучення, камери схову, багажне відділення.

## Пасажирське сполучення
До повномасштабного російського вторгнення в Україну (з 2022) на станції Новоолексіївка зупинялися поїзди приміського та далекого сполучення.
Приміське сполучення:

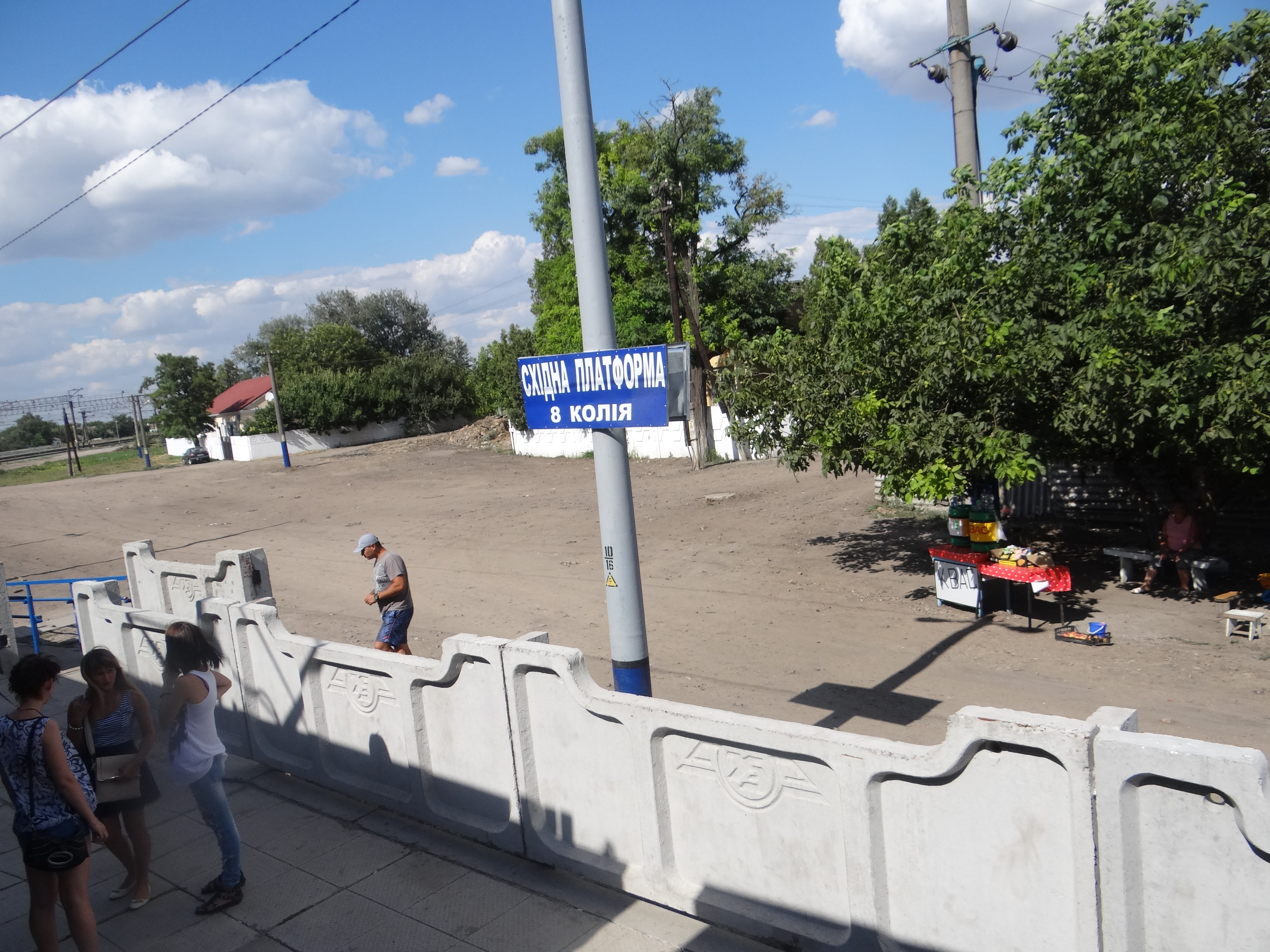
Східна платформа

З 1 квітня 2014 року нелегітимне керівництво Кримської дирекції залізничних перевезень, яка входить до складу Придніпровської залізниці, скасувала ряд приміських електропоїздів, що сполучали Крим із материковою частиною України, зокрема, на напрямках Сімферополь — Новоолексіївка — Генічеськ, Сімферополь — Мелітополь, обмеживши курсування приміських електропоїздів до станції Солоне Озеро.
З 2 квітня 2014 року Запорізька дирекція Придніпровської залізниці призначила електропоїзди сполученням Запоріжжя II — Сиваш та Новоолексіївка — Сиваш.
Приміські перевезення здійснюються електропоїздами типу ЕР1, ЕР2, ЕПЛ2Т.
| Напрямки приміських електропоїздів від станції Новоолексіївка |             |           |
| Мелітопольський                                               | Генічеський | Кримський |
| Мелітополь, Федорівка                                         | Генічеськ   | Сиваш     |
| Запоріжжя I, Запоріжжя II                                     |             |           |
| Синельникове I, Дніпро-Головний                               |             |           |
| Нікополь, Кривий Ріг-Головний                                 |             |           |

Далеке сполучення:
З 28 грудня 2014 року, через припинення руху поїздів далекого сполучення до Криму, станція Новоолексіївка була кінцевою для усіх поїздів, що доти курсували до Сімферополя, Севастополя, Євпаторії, Керчі та Феодосії.
Для забезпечення попиту пасажирів на перевезення у південному напрямку на літній період 2016 року вперше був призначений денний швидкісний поїзд категорії Інтерсіті+ № 729/730 сполученням Харків – Генічеськ складом EJ 675.
З 16 червня по 18 вересня 2016 року за новим маршрутом УЗШК курсував швидкісний поїзд EJ 675 Інтерсіті+ № 729/730 сполученням Харків — Генічеськ.
З 2 червня до 30 серпня 2016 року для зручних літніх поїздок залізничним транспортом «Укрзалізниця» призначала курсування нічного швидкого двогрупного поїзда № 277/278 Кременчук, Полтава — Новоолексіївка.
З 1 червня по 9 вересня 2019 року подовжувалися маршрути руху поїздів «Буковина» № 117/118 сполученням Чернівці — Генічеськ (щоденно) та «Дніпро» № 79/80 Київ — Генічеськ (щосуботи та щонеділі). 
Під час курортного сезону зазвичай призначаються додаткові поїзди сезонного курсування від Києва, Дніпра, Івано-Франківська, Хмельницького, Кривого Рогу, Харкова тощо.
| Рух пасажирських поїздів далекого сполучення, що курсували цілий рік (до 24.02.2022) |                                | |                                                                              |
| №                                                                                    | Маршрут сполучення             | Періодичність курсування                                                                            | Примітки                                                                     |
| 11/12 «Славутич»                                                                     | Київ — Новоолексіївка          | Щоденно                                                                                             |                                                                              |
| 81/82 «Харків»                                                                       | Харків — Новоолексіївка        | Через день                                                                                          | Курсує з групою вагонів безпересадкового сполучення Полтава — Новоолексіївка |
| 85/86                                                                                | Львів — Новоолексіївка         | Щоденно в літній період, через день — в зимовий період. Курсує двогрупним складом з поїздом № 87/88 |                                                                              |
| 87/88 «Лісова пісня»                                                                 | Ковель — Новоолексіївка        | Через день. Курсує двогрупним складом з поїздом № 85/86                                             |                                                                              |
| Сезонні пасажирські поїзди далекого сполучення станом на 2021 рік                    |                                | |                                                                              |
| 189/203 190/204                                                                      | Дніпро, Кривий Ріг — Генічеськ | Через день                                                                                          |                                                                              |
| 231/232                                                                              | Івано-Франківськ — Генічеськ   | Через день                                                                                          | З 2017 року маршрут руху поїзда вперше подовжено від Новоолексіївки          |
| 281/282                                                                              | Хмельницький — Генічеськ       | Через день                                                                                          |                                                                              |

З березня 2020 року скасований рух поїзда № 99/100 сполученням Мінськ — Новоолексіївка  територією України, через запобігання розповсюдження захворювань на COVID-19.
З 25 лютого 2022 року, у зв'язку з небезпекою курсування поїздів через російське вторгнення в Україну, АТ «Укрзалізниця» скасувала рух всіх поїздів далекого та приміського сполучення, що прямують від Запоріжжя до станцій Новоолексіївка та Сиваш.

## Галерея

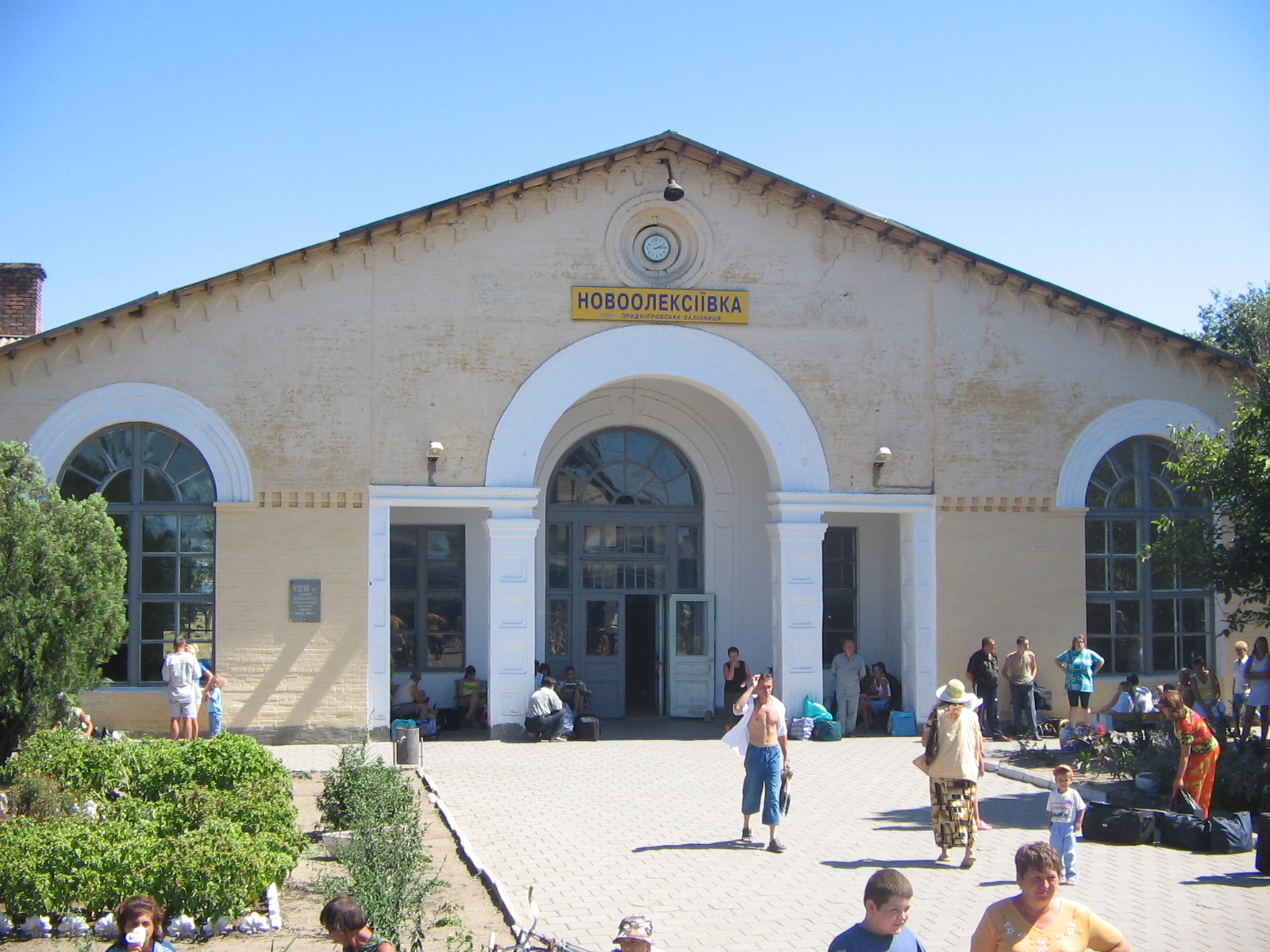
Вокзал станції Новоолексіївка
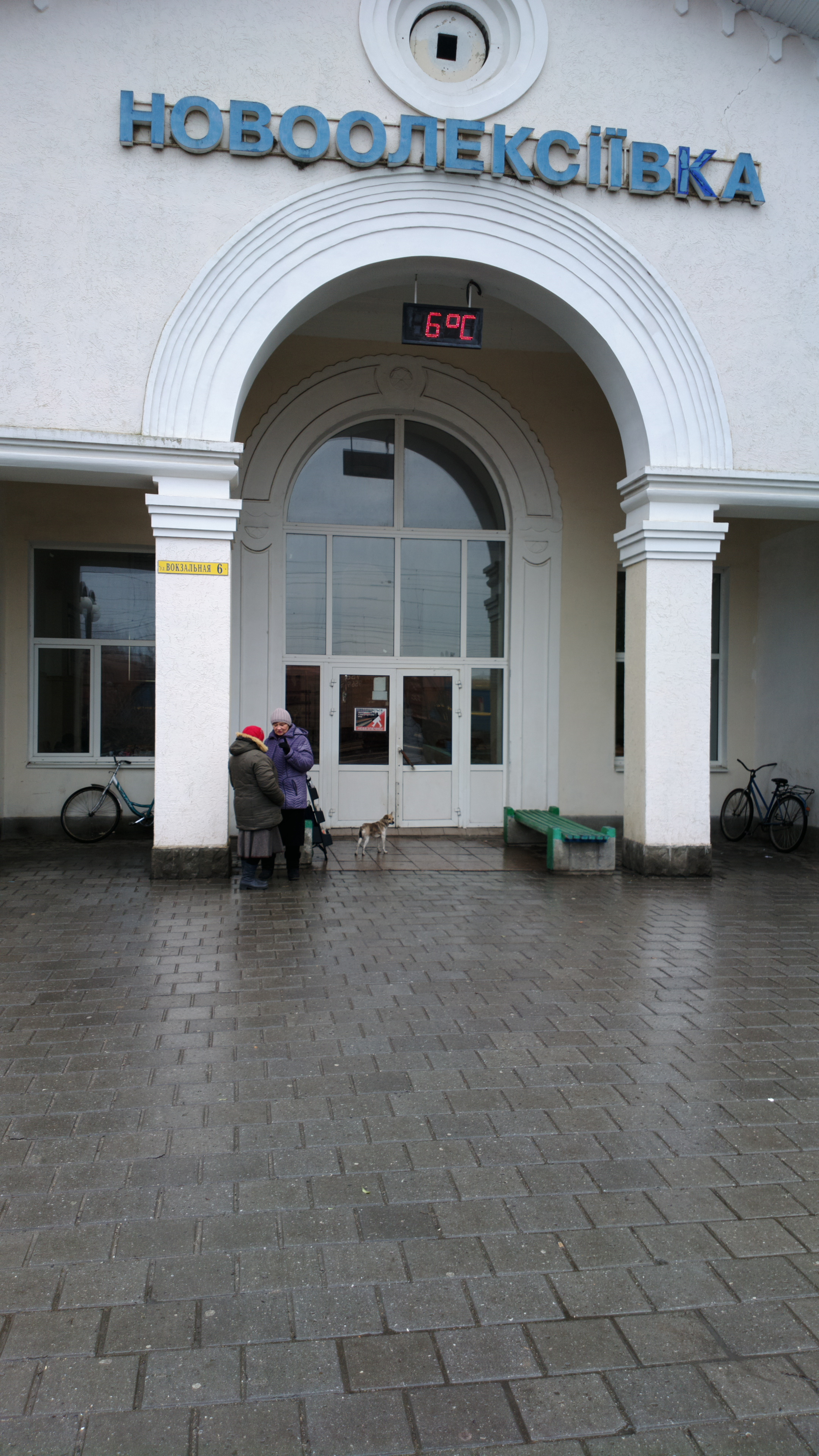
Центральний вхід вокзалу
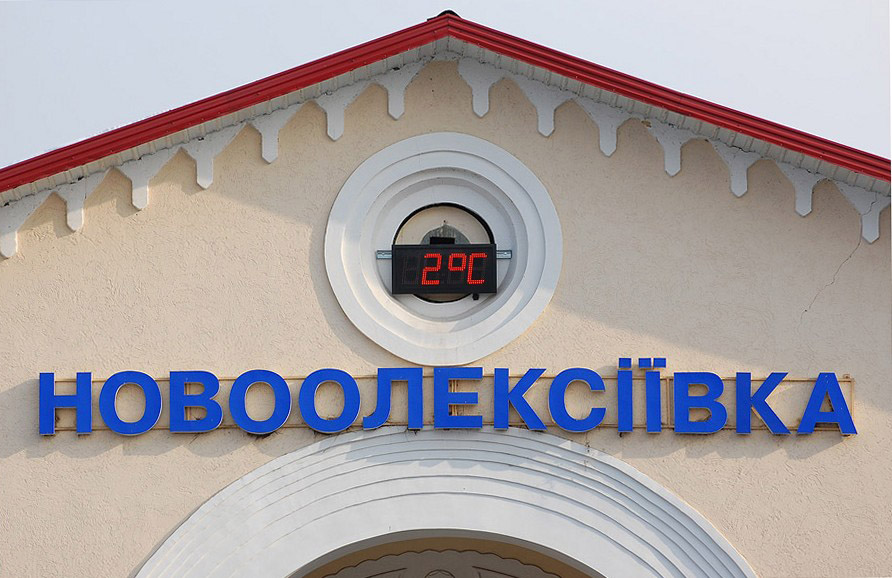
Фрагмент фасаду вокзалу
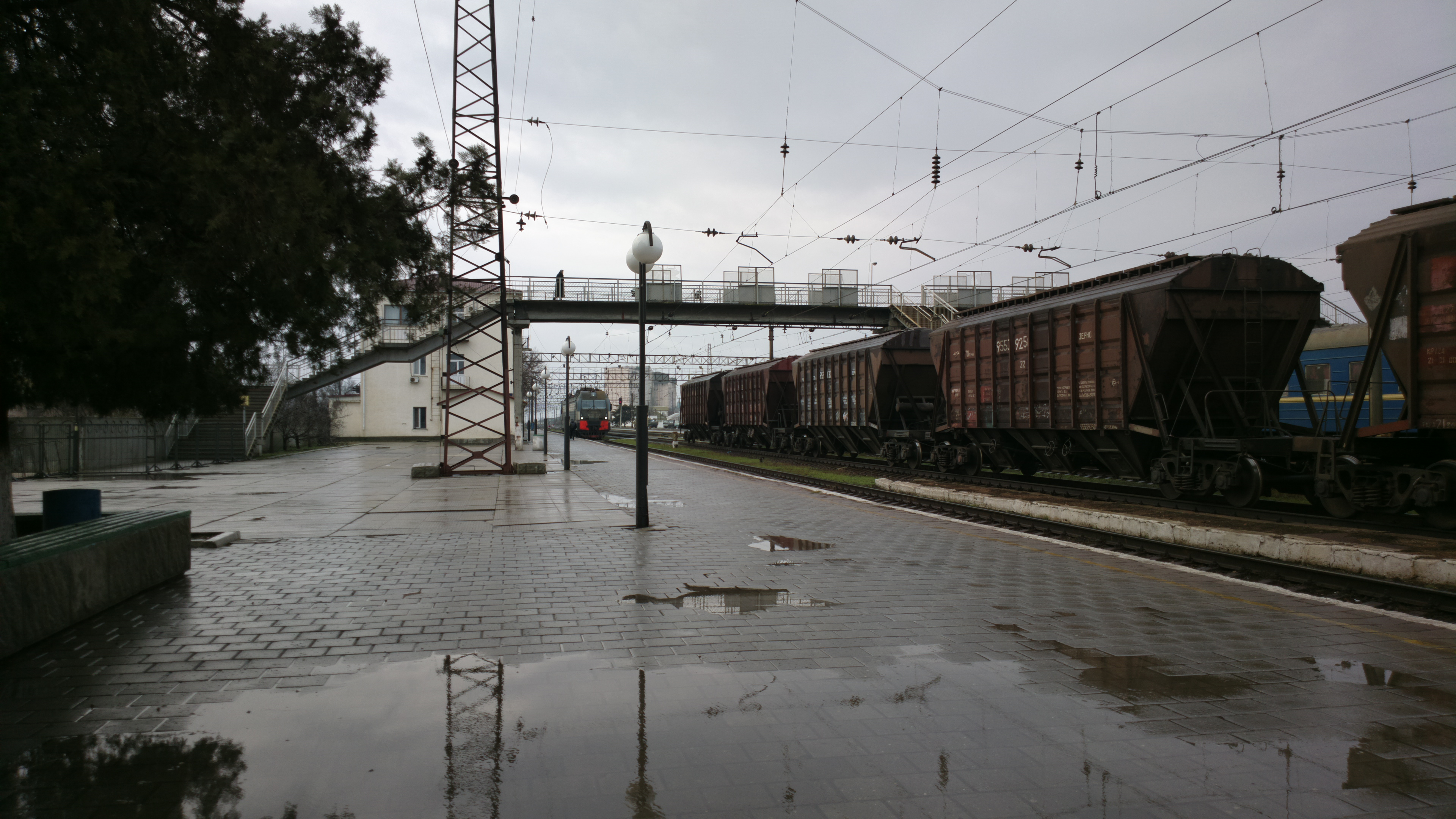
Платформа № 1 (2014)
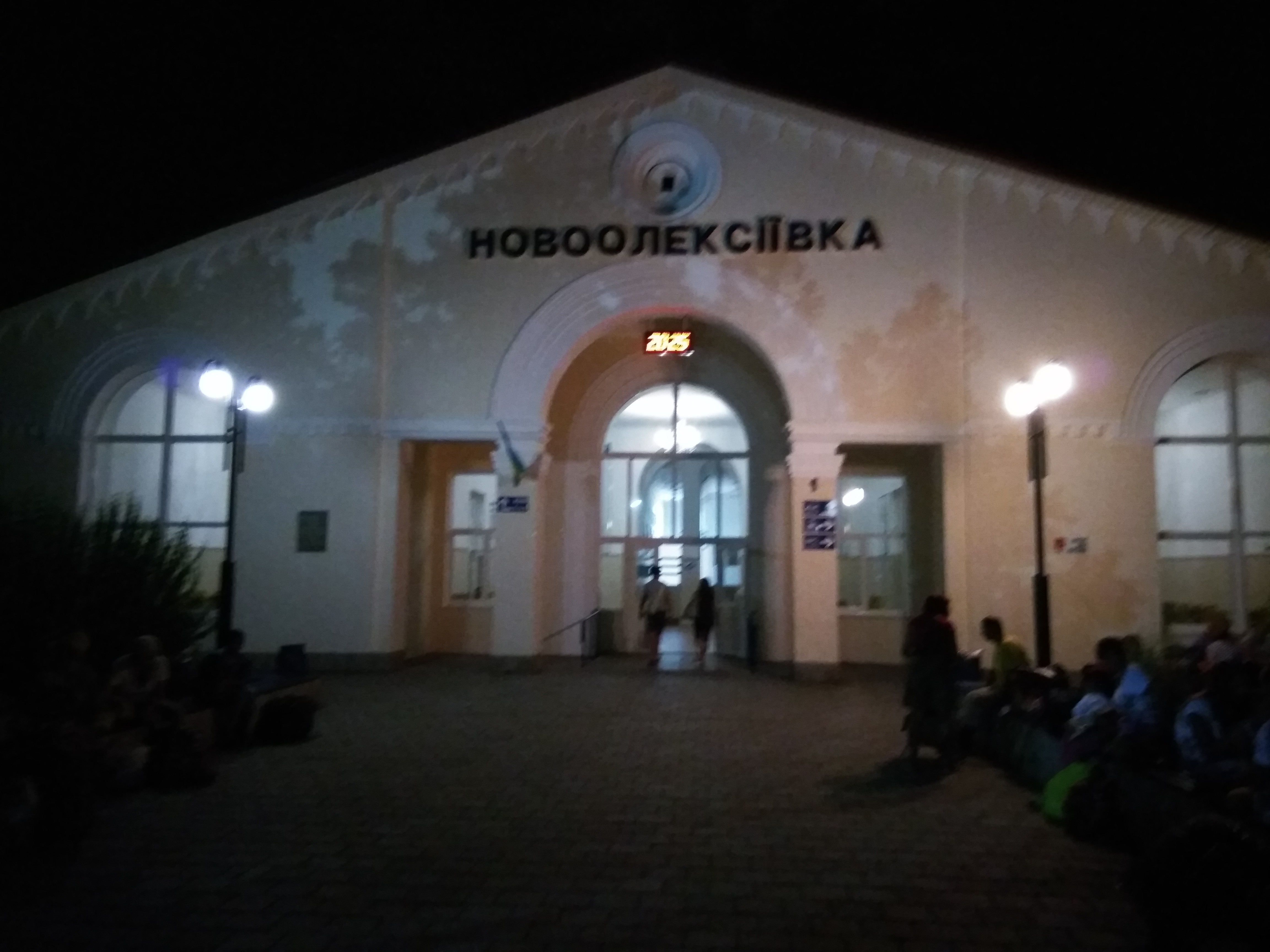
Вокзал (2016)
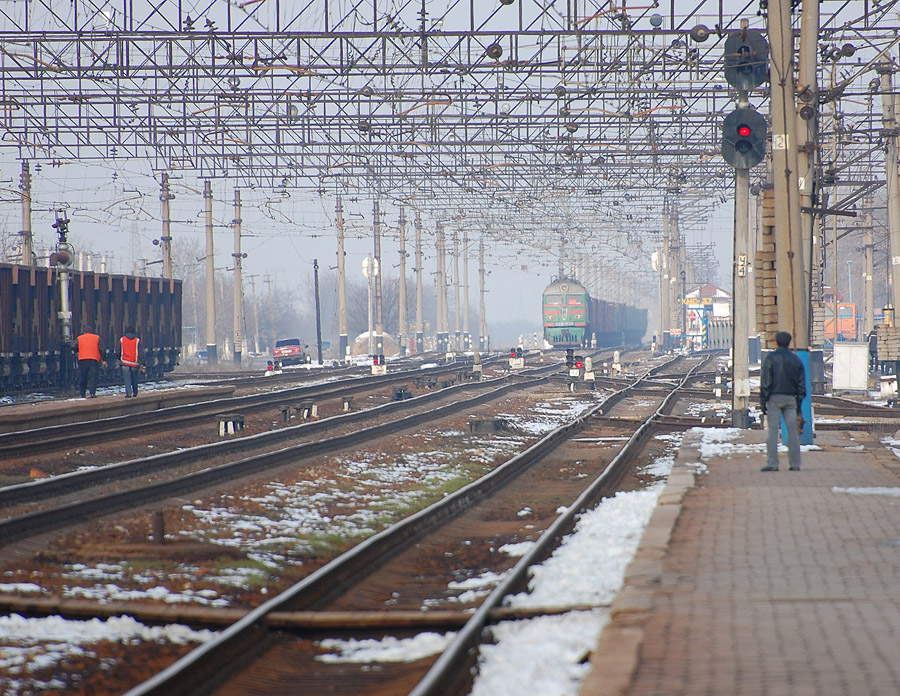
Вигляд у напрямку станції Мелітополь